# Амендола, Сальвадор
Сальвадо́р Амендо́ла Фи́лью (порт. Salvador Amendola Filho; июнь 1906, Рио-де-Жанейро, Бразилия — ??) — бразильский ватерполист, участник летних Олимпийских игр 1932 года в Лос-Анджелесе.

## Спортивная биография
Выступал за «Клуб де Регатас Гуанабара» из Ботафогу, одного из районов Рио-де-Жанейро, становившийся победителем чемпионата Кариока в 1930, 1931 и 1933 годах. В 1932 году Сальвадор Амендола в составе сборной Бразилии принял участие в летних Олимпийских играх в Лос-Анджелесе. В первом матче турнира бразильская сборная уступила действующим олимпийским чемпионам — сборной Германии — со счётом 3:7, при этом Амендола отметился в этом поединке голом. После игры сборная Бразилии, недовольная судейством венгра Бела Комьяди, всей командой атаковала его. Специальная комиссия, рассмотрев этот эпизод, приняла решение дисквалифицировать сборную Бразилии — при этом, пока шло рассмотрение, бразильские ватерполисты успели сыграть со сборной США и уступить ей со счётом 1:6.